# اچ‌ام‌اس هرمیون (۷۴)
اچ‌ام‌اس هرمیون (۷۴) (به انگلیسی: HMS Hermione (74)) یک زیردریایی است که طول آن ۴۸۵ فوت (۱۴۸ متر) می‌باشد. این زیردریایی در سال ۱۹۳۹ ساخته شد.